# Liste der denkmalgeschützten Objekte in Grafenschlag
Die Liste der denkmalgeschützten Objekte in Grafenschlag enthält die 7 denkmalgeschützten, unbeweglichen Objekte der Gemeinde Grafenschlag.

## Denkmäler
| Foto |                 | Denkmal                                                       | Standort                                                                     | Beschreibung | Metadaten |
| ---- | --------------- | ------------------------------------------------------------- | ---------------------------------------------------------------------------- | --- | --- |
| ja   | Datei hochladen | Pranger HERIS-ID: 59463 Objekt-ID: 70773 marterl.at: 11741    | Grafenschlag (Waaghaus am Marktplatz), in der Nähe Standort KG: Grafenschlag | Der Pranger am Marktplatz wurde Anfang des 17. Jahrhunderts errichtet, 1824 zerstört und 1894 ergänzt und wieder aufgebaut. | BDA-Hist.: Q38087385 Status: § 2a Stand der BDA-Liste: 2025-06-30 Name: Pranger GstNr.: 964/1                                                            |
| ja   | Datei hochladen | Kath. Pfarrkirche hl. Martin HERIS-ID: 33943 Objekt-ID: 31765 | bei Grafenschlag 1 Standort KG: Grafenschlag                                 | Die an der Westseite des Marktplatzes von Grafenschlag gelegene Pfarrkirche hl. Martin ist ein ursprünglich gotischer Bau mit einem Langhaus von 1976. Der vorgebaute mittelalterliche Westturm wird durch ein Glockengeschoß von 1776 und einen Pyramidenhelm von 1921 bekrönt. Der dreiseitig geschlossene Chor mit zweiteiligen Maßwerkfenstern und nördlichen Strebepfeilern wurde 1478 neu erbaut. | BDA-Hist.: Q28927635 Status: Bescheid Stand der BDA-Liste: 2025-06-30 Name: Kath. Pfarrkirche hl. Martin GstNr.: .2 Pfarrkirche hl. Martin, Grafenschlag |
| ja   | Datei hochladen | Ortskapelle Kaltenbrunn HERIS-ID: 49973 Objekt-ID: 54383      | neben Kaltenbrunn 11 Standort KG: Kaltenbrunn                                | Die Ortskapelle von Kaltenbrunn ist ein schlichter, mit 1834 bezeichneter Bau mit dreiseitigem Schluss. Sie hat einen vorgebauten Turm mit Pyramidenspitzhelm von 1910. Der Innenraum ist flach gedeckt. Zur Ausstattung zählen ein neugotisches Marienaltärchen von Christian Mahlknecht, eine barocke Pietà und ein Vortragekreuz aus dem frühen 19. Jahrhundert.                                     | BDA-Hist.: Q38037275 Status: § 2a Stand der BDA-Liste: 2025-06-30 Name: Ortskapelle Kaltenbrunn GstNr.: .27                                              |
| ja   | Datei hochladen | Ortskapelle Kleingöttfritz HERIS-ID: 50020 Objekt-ID: 54487   | vor Kleingöttfritz 11 Standort KG: Kleingöttfritz                            | Die Ortskapelle von Kleingöttfritz ist ein schlichter Bau mit dreiseitigem Schluss, errichtet 1847. Sie hat einen hölzernen Dachreiter mit Schindelzwiebelhelm. Der Innenraum ist flach gedeckt. | BDA-Hist.: Q38037609 Status: § 2a Stand der BDA-Liste: 2025-06-30 Name: Ortskapelle Kleingöttfritz GstNr.: .13                                           |
| ja   | Datei hochladen | Fußgängerbrücke HERIS-ID: 73708 Objekt-ID: 87033              | Standort KG: Kleingöttfritz                                                  | Gemauerte Bogenbrücke über den Purzelkamp bei der Zwickelmühle. Die Brücke verbindet die Katastralgemeinden Kleingöttfritz und Kleinnondorf. | BDA-Hist.: Q38133426 Status: § 2a Stand der BDA-Liste: 2025-06-30 Name: Fußgängerbrücke GstNr.: 498/2                                                    |
| ja   | Datei hochladen | Fußgängerbrücke HERIS-ID: 62786 Objekt-ID: 75370              | Standort KG: Kleinnondorf                                                    | Gemauerte Bogenbrücke über den Purzelkamp bei der Zwickelmühle. Die Brücke verbindet die Katastralgemeinden Kleingöttfritz (siehe dort) und Kleinnondorf. | BDA-Hist.: Q38101148 Status: § 2a Stand der BDA-Liste: 2025-06-30 Name: Fußgängerbrücke GstNr.: 1204                                                     |
| ja   | Datei hochladen | Ortskapelle Kleinnondorf HERIS-ID: 50012 Objekt-ID: 54473     | neben Kleinnondorf 4 Standort KG: Kleinnondorf                               | Die in den Jahren 1859–1861 errichtete Ortskapelle von Kleinnonndorf wurde 1904 nach einem Brand wiedererrichtet. Der schlichte Bau hat einen dreiseitigen Schluss und einen Dachreiter mit Spitzhelm. Der Innenraum ist flach gedeckt. Zur Ausstattung zählt eine spätgotische Figur der hl. Anna selbdritt aus der Zeit um 1500.                                                                      | BDA-Hist.: Q38037556 Status: § 2a Stand der BDA-Liste: 2025-06-30 Name: Ortskapelle Kleinnondorf GstNr.: .27                                             |